# Малоавтюковский сельсовет
Малоавтюковский сельсовет — административная единица на территории Калинковичского района Гомельской области Республики Беларусь. Административный центр — деревня Малые Автюки.

## Состав
Малоавтюковский сельсовет включает 3 населённых пункта:
- Александровка — деревня.
- Есипова Рудня — деревня.
- Малые Автюки — деревня.